# Gyöngyösi Pál (színművész)
Gyöngyösi Pál, Gyöngyösy (Gyöngyös, 1807 körül – Budapest, 1881. augusztus 11.) színész. 

## Pályafutása
Színészi pályáját 1827. november 15-én kezdte. Különféle középtársulatoknál működött mint karénekes és titkár. 1834-ben Nagykikindán, 1844-ben Szabadkán szerepelt. Az 1843. évi országgyűlési társulatban is részt vett. Mint apaszínész drámákban és vígjátékokban egyaránt jelesen szerepelt. Az 1840-es évek végén Pósa Mihály társulatánál volt titkár. 1853-ban feleségül vette Dobozy Bertalan korábbi nejét, Szilágyi Juliannát (Sátoraljaújhely, 1818. december 11. – Budapest, 1904. május 15.), s ezáltal Dobozy Lina nevelőapja lett. Ezután Szegedre szerződött Pázmán Mihályhoz, onnan Miskolcra került, ahol 15 évig játszott. 1871-ben a Nemzeti Színházhoz kapott meghívást jegypénztárosi minőségben, ahol haláláig dolgozott. Pályájának fontosabb állomásai közé tartoztak: Székesfehérvár, Esztergom, Marosvásárhely, Szeged, Miskolc és Pécs.
Gyermekei:
- Gyöngyösi Sándor (Abrudbánya,[5] 1850 körül – Budapest, 1913. január 20.) nyomdász, nyomdászsegéd.[6]
- Gyöngyösy Pál András (Hódmezővásárhely, 1855. október 23.[7] – 1855. október 27.)
- Gyöngyösy Miklós Károly (Eperjes, 1856. október 22.[8] – ?)
- Ferenczy Józsefné Gyöngyösi Ilka (Gyöngyösy Ilona Anna, Baja, 1858. szeptember 28.[9] – Cegléd, 1940. március 13.)[10][11] színésznő, rendező férjével 1900. április 24-én Budapesten kötöttek házasságot.[12]

## Fontosabb szerepei
- Balfy (Kisfaludy Károly: A kérők)
- Leopold főherceg (Birch-Pfeiffer: Bársonycipő)